# Philippe Étienne La Fosse

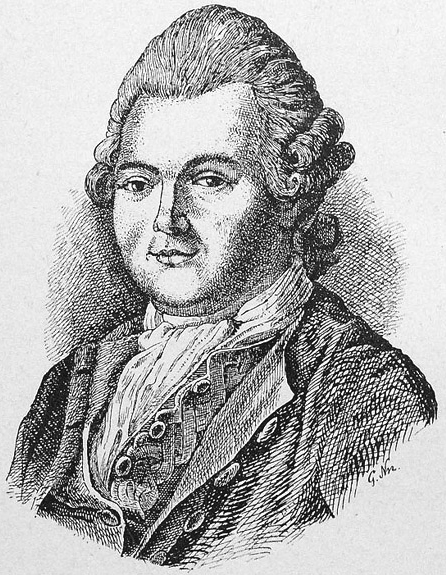
Philippe-Étienne La Fosse

Philippe-Étienne La Fosse (* 6. Januar 1739 in Montataire, Département Oise; † Juni 1820 in Villeneuve-sur-Yonne, Département Yonne) war ein französischer Tierarzt und Autor.
La Fosse erlernte unter des Vaters Leitung die Tierheilkunde und war 18 Jahre alt, als er eigene Vorlesungen über Anatomie hielt. 1758 trat er als Pferdearzt bei der Armee ein, und 1767–70 hielt er zahlreich besuchte Vorlesungen in einem von ihm selbst erbauten Amphitheater.
Großen Ruf besonders im Ausland erwarb er durch sein Prachtwerk Cours d’hippiatrique (Paris 1772, 2 Bände. Deutsch: Lehrbegriff der Pferdarzney, 4 Bände, Berlin 1787/88) und das Dictionnaire d’hippiatrique (Paris 1775, 4 Bände; dtsch. von Buschendorf: Dikzionnär für Pferdeliebhaber. Leipzig 1797–1806).
1777 bis 1781 lebte er in Russland. Nach Paris zurückgekehrt, wurde er Obertierarzt beim Hof und beim Gendarmeriekorps, auch wurde er von der Regierung der Republik angestellt, später aber eingekerkert, zum Tod verurteilt und nur durch den Fall Robespierres gerettet.
Er lebte seitdem auf seinem Landsitz, mit wissenschaftlichen Arbeiten beschäftigt, und starb im Juni 1820 in Villeneuve-sur-Yonne. Von seinen Schriften sind noch hervorzuheben: Dissertation sur la morve (Paris 1761); Guide du maréchal (Paris 1766).

## Werke
- Dictionnaire d’hippiatrique Band 1, Band 2, Teil 4 (Googlebook, französisch, ges 15. Februar 2011)
- Guide du maréchal (Googlebook, französisch, ges 15. Februar 2011)
- Band Dictionnaire raisonné d’hippiatrique, cavalerie, manége et maréchallerie (Googlebook, französisch, ges 15. Februar 2011)